# Balanța (constelație)
Balanța esto o constelație aflată pe ecliptică.

## Obiecte cerești

### Stele
Cea mai strălucitoare stea este steaua dublă α Libræ, de magnitudine +2,741, numită și Zuben el Genubi (în arabă: "gheara de sud" [a Scorpionului])

### Nebuloase,roiuri de stele,galaxii
Coordonate:  15h 00m 00s, −15° 00′ 00″